# Jón Páll Sigmarsson
Jón Páll Sigmarsson   (Hafnarfjörður, 28 d'abril de 1960 - Reykjavík, 16 de gener de 1993) va ser un fisiculturista, halterofilista, aixecador de pes bàsic i atleta de força (strongman) d'Islàndia.
Va ser el primer home que va vèncer quatre vegades la competició World's Strongest Man (1984, 1986, 1988 i 1990), quedant en segon lloc el 1983 i 1985, i en tercer en 1989. Es va fer conegut per la frase viking power, i encara amb diverses lesions serioses en el peu i braç va ser el primer a ser quatre vegades campió, té el rècord en l'aixecament terra amb una mà i va ser campió en aixecament bàsic i fisiculturisme.
Una famosa frase usada per ell era "no hi ha motiu per a viure si no puc fer aixecament terra". Va morir als 32 anys mentre executava aquest exercici, sent conscient dels seus problemes cardíacs, possiblement genètics, la seva aorta es va tallar al mitjà.